# Matteo Salvini
Matteo Salvini (* 9. března 1973 Milán) je italský politik, od prosince 2013 vůdce strany Liga Severu, od března 2018 senátor italského Senátu. Od 1. června 2018 do 5. září 2019 působil jako ministr vnitra a vicepremiér ve vládě Giuseppeho Conteho. Předtím byl v letech 2004–2006 a v letech 2009–2018 poslancem Evropského parlamentu a v letech 2008–2009 poslancem italské Poslanecké sněmovny. Od 22. října roku 2022 je vicepremiérem a ministrem dopravy ve vládě Giorgi Meloniové.

## Studium a soukromý život
Vystudoval gymnázium v Miláně, které ukončil maturitou v roce 1992, pak pokračoval studiem historie na Milánské univerzitě, které ale nedokončil. Už od roku 1990 byl členem Ligy Severu, a od roku 1992 pracoval pro stranický list La Padania jako novinář.
Matteo Salvini má dvě děti: V roce 2003 se narodil jeho tehdejší manželce syn Federico. Pak se rozvedl a v roce 2012 mu další dítě, dceru Mirtu, porodila jeho nová partnerka.[zdroj⁠?!]

## Politická kariéra
Salvini je od roku 2013 předsedou strany Liga Severu. Před všeobecnými volbami v květnu 2018 vedl volební kampaň Ligy Severu pod heslem „Italové napřed“, tedy ve znamení odporu proti masovému přistěhovalectví, hlavně ze zemí Afriky na člunech přes Středozemní moře. Tím se postavil proti benevolentnímu přístupu biskupů římskokatolické církve a samotného papeže Františka k tomuto pro obyvatelstvo Itálie palčivému problému. Postoj katolické církve je podle německého deníku Frankfurter Allgemeine Zeitung totiž takový, že je podle ní každý Ital, který by chtěl i jen uvažovat o navrácení „stovek tisíců ilegálních hospodářských migrantů“ do zemí jejich původu a o lepším zabezpečení italských státních hranic, vytlačován na okraj nebo již zcela mimo křesťanství. Salvini takto získal tolik hlasů i v oblastech daleko na jih od původního územního ohraničení působnosti Legy Nord, že její podíl na všech odevzdaných hlasech vzrostl proti parlamentním volbám v roce 2013 na čtyřnásobek, a sice na 17,4 %.
Po volbách se očekávalo obtížné sestavování nové italské vlády. O funkci jejího předsedy se zprvu ucházeli jak volební lídr Hnutí pěti hvězd (M5S) Luigi di Maio, tak předseda Ligy Severu Salvini. Salvini měl sice příslib od Silvia Berlusconiho, bývalého předsedy vlády a vůdčí osobnosti strany Forza Italia, že jej tato strana bude při jeho snaze získat křeslo předsedy vlády podporovat. Po složitém vyjednávání se však předsedou nové italské vlády stal Giuseppe Conte. V jeho vládě dostal Salvini 1. června 2018 vlivné křeslo ministra vnitra.
Ve vládě prosazoval tvrdou protiimigrační politiku a ostře vystupoval proti posádkám pašeráckých lodí. V srpnu roku 2019 chtěl vyvolat předčasné volby, ale Hnutí pěti hvězd se dohodlo na spolupráci s Demokratickou stranou a tyto dvě strany tak vytvořily novou vládu bez Salviniho Ligy. Novou ministryní vnitra se stala Luciana Lamorgese.
List Financial Times Salviniho popsal jako „archetyp moderního evropského populisty“.